# Sim Copans
Pour les articles homonymes, voir Copans.
Simon Copans, dit Sim Copans, né le 30 mai 1912 à Stamford (Connecticut) et mort à l’hôpital de Gourdon le 22 février 2000, est un universitaire et un homme de radio franco-américain. 
Il créa, anima et produisit des émissions de radio en France de 1944 à 1975. Il fut chargé en 1959 de mettre sur pied l’Institut d’études américaines à Paris dont il assura la direction jusqu’en 1980. Il contribua en 1967 à la fondation de l’Association française d’études américaines. Il publia des ouvrages, des articles et des préfaces sur la musique américaine. Il fut un acteur actif de la fondation du festival de jazz de Souillac avec l’homme de radio Jean Calvel. Ce festival prit le nom de « Souillac en jazz. Festival Sim Copans » en 1985.

## Biographie

### Jeunesse et études universitaires
Simon Jacob Copans est né le 30 mai 1912 à Stamford, Connecticut, États-Unis. Ses parents, Richard Copans et Gertrud Kahn, avaient quitté la Lituanie (la ville de Anykščiai) et, après un séjour en Angleterre, avaient émigré aux États-Unis vers 1895. Ils eurent cinq enfants, trois garçons et deux filles ; Simon était le troisième de la fratrie. Il fit toutes ses études primaires et secondaires à Stamford. Il fut admis ensuite à l'Université Brown à Providence (Rhode Island) en 1929 où il étudia la philosophie et le français. De 1931 à 1932, il poursuivit ses études en France grâce à une bourse, d’abord à Nancy puis à la Sorbonne de Paris. En 1937-1938, il occupa un poste d’enseignant de langue et de littérature françaises au collège français de Providence puis à l'Université Brown. Il retourna plus tard à Paris, en 1938-1939, pour ses recherches doctorales de thèse de Ph.D., grâce à une seconde bourse.
Lors de ce second séjour en France, il rencontra sa future femme, Lucienne Godiard, dans un groupe culturel proche du PCF car il se considérait comme sympathisant communiste. Ils devinrent parrain et marraine de deux enfants espagnols réfugiés de la guerre civile. Ils se marièrent le 26 septembre 1939 à Paris. Simon Copans rentra aux États-Unis en octobre et Lucienne le rejoignit en mars 1940.
Il soutint son Ph.D. en juin 1942 sous le titre de « The Influence of the United States in France, 1821-1860 » (L’influence de la démocratie américaine sur la pensée française). En août 1942 naquit leur premier fils, Jean. Entre 1940 et 1944, Simon Copans fut professeur assistant de langue et de littérature françaises à l'Université Columbia de New York et par ailleurs surveillant général au Lycée français de New York pour six mois en 1942.

### La guerre et l’homme de radio
Malgré son âge et son statut (marié et père de famille), il décida de s’engager dans l’armée américaine qui se préparait à débarquer sur le front européen. En janvier 1944, il fut recruté par les services américains d’information (Office of War Information, OWI) pour travailler à la radio et il fut alors formé au métier de présentateur radio avec un grade de capitaine de la « psychological warfare » (guerre psychologique, partie intégrante de l’OSS) de la Troisième Armée. Le 28 mars 1944, il quitta New York pour l’Angleterre et le 26 juin il débarquait à Omaha Beach. Il parcourut la Normandie à bord d’un camion émetteur jusqu’au 18 août, date à laquelle il reçut l’ordre de se rendre à Paris. Se déplaçant tous les jours, il estimait avoir fait près de cinq mille kilomètres pendant ces huit semaines. Il diffusait des nouvelles des combats et des avancées des Forces alliées ainsi que de la musique américaine et notamment du jazz. En effet, l’armée américaine disposait des V-Disc, les disques de la Victoire. Mais il ne connaissait alors pas grand-chose au jazz.. Simon Copans arriva à Paris très tard dans la soirée du 25 août.
La Voix de l’Amérique (Voice of America), le service de radio diffusion américain, prit alors la place de la radio allemande qui avait occupé jusque là les ondes à Paris. Simon Copans participa aux émissions de la Voix de l’Amérique et en particulier à la création de l’émission Ce soir en France. Il resta à l’OWI jusqu’en octobre avec des fonctions de traducteur et participa aux échanges entre la Voix de l’Amérique et la Radio Diffusion Française naissante. Il était très attaché à son travail de liaison entre l’armée américaine et les services français. Il passa ensuite au United States Information Service (USIS), service culturel de l’ambassade des États-Unis. Il devint attaché d'ambassade.

### L’installation en France en 1945 et la carrière d'un présentateur de jazz
Cependant il possédait encore son statut militaire puisqu’il eut besoin d’un ordre de mission, lorsqu’il se rendit à Souillac dans le Lot en avril 1945, à l’invitation du directeur de la nouvelle radio française, Jean Calvel. C’est de cette époque que datent ses amitiés lotoises qui se confortèrent avec le temps au point qu’il y acheta une maison dans les années 1960 et y prit une partie de sa retraite. Au printemps 1945, il décida donc de rester en France et de ne pas retourner aux États-Unis alors qu’un poste l’attendait à Columbia University. Sa femme et son fils le rejoignirent en France à la fin de l’été 1945. Simon Copans devint présentateur et producteur de radio, détaché de l’United States Information Service à la Radio Diffusion Française. Il présentait trois émissions : « Negro Spirituals » le lundi de 20h à 20h15, « Panorama du jazz américain » le samedi de 12h à 13h et « L’Amérique et sa musique » le dimanche de 12h à 12h30. Il participait également à l’émission créée par le poète Paul Gilson, directeur des programmes, « Tour du Monde autour d’une table ».
En novembre 1947 son second fils, Richard, naquit à Paris. Le 1er février 1954, en plein maccarthysme, Sim Copans démissionna de son poste à l’United States Information Service. La famille décida pour une seconde fois de rester en France. La Radio Diffusion Française lui proposa alors un poste de présentateur indépendant pour poursuivre ses trois émissions hebdomadaires sur Paris Inter qui changèrent d’intitulé: « Panorama du jazz » devint « Le jazz en liberté » et « Negro Spirituals », « Deep River ». Il ouvrit alors ses émissions aux jeunes amateurs français qui présentaient leurs propres disques aux auditeurs.
À cette époque, où l’arrivée en France du be-bop divisait les amateurs de jazz, à l’instar des critiques Charles Delaunay et Hugues Panassié, Sim Copans se garda d’entrer dans ce genre de positionnement polémique car pour lui « le jazz forme un tout. » En même temps que ses émissions de jazz, Sim Copans assurait des émissions sur les Gospel Songs ainsi que sur les comédies musicales.
Il traduisait également des textes de pochettes de disques de jazz classiques, essentiellement pour la firme Capitol, et il en rédigea également à la demande de certains artistes comme Louis Armstrong, Sarah Vaughan et le Golden Gate Quartet. Par ailleurs, à partir de 1954 et pendant une bonne dizaine d’années, il se mit à parcourir la France et donna plus d’une centaine de conférences avec illustration sonore qui portaient pour la plupart sur la musique folklorique et noire américaine,. Cette activité contribua à la faire connaître bien au-delà du cercle des amateurs de jazz car sa manière vivante, pédagogique et documentée (il avait fait confectionner une mallette spéciale pour emporter la trentaine de disques vinyle qu’il utilisait) emportait l’adhésion partout. En homme prévoyant, il emportait aussi des prises ou des rallonges souvent indispensables dans les salles municipales ou celles des établissements scolaires mal équipés ! Enfin à partir de 1959, après avoir rencontré Jean-Christophe Averty, il présenta plusieurs émissions de jazz à la TV (« Jazz Notes » et « Jazz Memories»).

### La recherche des sources africaines du jazz (années 1950-1960)
De 1963 à 1975, il fit plusieurs tournées de conférences en Afrique du Nord (Tunisie, Maroc) puis en Afrique de l’Ouest. C’est en effet des côtes africaines dont la fameuse Côte des esclaves, qu’étaient partis les esclaves, ancêtres des Afro-américains du XXe siècle, c’est donc là qu'il pense pouvoir retrouver les racines africaines du jazz. Sim Copans défendait la thèse des origines africaines du jazz, assez controversée dans les années 1950. Il profita de ses tournées de conférences et d'émissions, organisées par les services culturels des ambassades américaines dans ces pays, pour faire des entretiens et des enregistrements de musiciens aussi bien traditionnels que modernes. Son premier voyage, de près d’un mois (19 décembre 1963-13 janvier 1963) le conduisit à Conakry (Guinée), Abidjan (Côte d’Ivoire), Brazzaville (République populaire du Congo), Léopoldville aujourd’hui Kinshasa (République démocratique du Congo), Bangui (République Centrafricaine) et Fort-Lamy, aujourd’hui N'Djamena (Tchad). 
Le second eut lieu au Sénégal où il fut invité en avril 1966 à participer au premier Festival mondial des arts nègres à Dakar (initié par le président Léopold Sedar Senghor) et au colloque intitulé « Fonction et signification de l’art nègre dans la vie du peuple et pour le peuple » qui se déroula du 30 mars au 8 avril. Son intervention s’intitulait « L’héritage africain dans la musique du noir (negro) américain ». Il publia cette même année un livre en deux volumes sur les chants de travail et de revendication de l’Indépendance des États-Unis aux années 1960. Enfin en décembre 1967, après avoir donné des conférences au Maroc, il se rendit avec sa femme de nouveau à Dakar où résidait alors leur fils Jean (avec sa famille) qui conduisait une recherche de terrain en anthropologie.

### Le retour au métier d’universitaire (1959-1980)
En 1959, à la demande de l’ambassade des États-Unis, il créa à Paris l’Institut d’Études Américaines et en devint le directeur. Cet Institut fut mis en place grâce aux services de l’USIS et aux subventions de la Fondation Ford. Après la disparition de l’USIS en 1966, l’Institut devint une antenne de l’Université de l’État de New York (SUNY) pour gérer tous les programmes de cette dernière à l’étranger avec la collaboration de la Sorbonne. Le Rectorat de Paris et la Sorbonne étaient alors partie prenante de son conseil d’administration. En effet l’Institut offrait des cours de langue et civilisation américaines en histoire, sociologie et littérature en langue américaine à une époque où les études américaines étaient quasiment invisibles au sein des études anglaise et où surtout les cours offerts dans l’université française l’étaient encore en français ! L’Institut organisait également des tables rondes avec des universitaires américains et français et la bibliothèque Benjamin Franklin, qui logeait l’Institut en plein quartier latin, place de l’Odéon, y était associée. En 1980 l’Institut d’Études Américaines fut fermé pour des raisons budgétaires mais les études américanistes étaient enfin fermement installées dans le paysage universitaire français d’autant qu’avait été fondée en 1967 l’Association française d’études américaines qui avait bénéficié pendant ses premières années de l’appui logistique et bureaucratique de l’Institut ainsi que de l’implication décisive de Sim Copans. Il faut d’ailleurs rappeler que, lors de la cérémonie de son enterrement en mai 2000, l’Association lui rendit un hommage très marqué avec une allocution de sa présidente d’alors, la Professeure L. Kerjean, et la présence de plus d’une demi-douzaine d’autres professeurs d’études américaines dont deux anciens présidents de l’Association Maurice Gonnaud, Bernard Vincent).

### Le festival de jazz de Souillac
Sim Copans avait fait une conférence, en février 1975, à Souillac (Lot) intitulée « De la Côte des Esclaves à la Salle Pleyel».
Cette conférence contribua largement à la création du festival de jazz de Souillac. D’ailleurs, lorsque, en novembre 1975, une douzaine de Souillagais se réunirent pour fonder l’événement, il en fut immédiatement partie prenante. En effet il était connu comme une figure essentielle de la diffusion du jazz en France à travers ses émissions hebdomadaires. Grâce à ses connaissances du jazz et des musiciens de jazz, il apparut alors comme une personne ressource incontournable. Ainsi, lors de la première édition, en juillet 1976, on put notamment entendre dans la célèbre abbatiale de Souillac Mary Knight et Memphis Slim. Grâce à ses contacts avec les musiciens américains et français, il établit la programmation pendant de nombreuses années et contribua à donner au festival sa notoriété nationale et internationale. Conseiller artistique de 1976 à 2000, il devint président de l’Association pour le festival de jazz de Souillac en 1988, fonction qu’il occupa jusqu’à sa mort. En 1985, le festival prit le nom de « Souillac en jazz. Festival Sim Copans ». Il est toujours organisé en plein air chaque année pendant la seconde quinzaine de juillet et revendique « l’esprit du festival », héritier des fondateurs,, et ce depuis quarante ans.

### La retraite
À la fermeture de l’Institut d’Études américaines en 1980, Sim Copans prit sa retraite. Mais il resta parisien et ne s’installa de manière permanente à Lanzac(commune mitoyenne de Souillac), où il avait une résidence, qu’en 1999. Il mourut à l’hôpital de Gourdon le 22 février 2000 mais son enterrement public eut lieu le 6 mai. À cette occasion une place de Souillac lui fut dédiée.

## Distinctions
- 1945 : Palmes académiques
- 1957 : Chevalier de la Légion d’honneur
- 1982 : Officier de la Légion d’honneur
- 1985 : Commandeur des Arts et des Lettres
- 1988 : Docteur Honoris Causa de l’Université de Nancy

## Œuvres[12]

### Ouvrages
- 1942 : The influence of the United States in France 1821-1860 (L’influence de la démocratie américaine sur la pensée française 1821-1860), University of Columbia, Ph.D. [Thèse de doctorat]. Cette dernière n’a jamais été publiée ni en anglais ni en français mais il en a tiré plusieurs articles dans des revues académiques.
- 1963 : J’entends l’Amérique qui chante, Paris, Nouveaux Horizons.
- 1966 : Chansons de revendication : reflets de l’histoire américaine, Paris, Coll. Études nord-américaines, 3-4, Minard, 2 vol., 1964 et 1966.

### Articles
- 1945 : « Tocqueville’s later years-A reaffirmation of faith », The Romanic Review (Quaterly, Columbia University), avril, p. 113-121.
- 1967 : « L’héritage africain dans la musique des américains », Actes du Colloque sur l’Art Nègre, Paris, Présence africaine.
- 1984 : « Une épopée tragique : blues et negro spirituals », Notre librairie, Les écrivains noirs américains et l’Afrique, 77, novembre-décembre, p. 18-27.
- 1990 : « Tocqueville and American Literature » in Y. Carlet, M. Granger (sous la dir) Confluences américaines. Mélanges en l’honneur de Maurice Gonnaud, Nancy, Presses universitaires de Nancy, p. 25-39.

### Préfaces
- 1955 : Une introduction au jazz, Langston Hughes, Paris, Nouveaux Horizons.
- 1962 : Le monde du blues, Paul Olivier, Paris, Artaud.
- 1964 : Mister Jelly Roll, Alan Lomax, Paris, Flammarion.
- 1977 : Dictionnaire du blues, Jean-Claude Arnaudon, Paris, Éditions Filiipacchi.
- 1990 : Americans in Paris. Nouvelles choisies par M. Viel, Paris, Hatier
- 1995 : 20 ans de jazz à Souillac, Martel, Les éditions du Laquet.
- 1997 : Le jazz dans la peau, Yann Gillot, Vernouillet, autoédition.

### Traductions
- 1966 : 29 poèmes in Langston Hughes (préface et choix par), La Poésie négro-américaine, Paris, Seghers.
- 1978 (avec Jean Copans) G. Althabe : « Strikes, Urban Mass Action and Political Change : Tananarive 1972 » in P.C.W. Gutkind, R. Cohen and J. Copans (eds), African Labor History, “Sage series on African Modernization and Development”, vol 2, Beverly Hills, Sage, p. 205-243.

### Entretiens
- 1967 : Dakar Matin (quotidien), 14 décembre.
- 1984 : « The News Broadcaster », in Hilary Kaiser, Veteran Recall. Americans in France Remember the War, Paris, Hilary Kaiser, p. 81-86.
- 2001 : «Play it again, Sim: Sim Copans, ambassadeur de la musique américaine en France », Revue française d’Études américaines, [entretien avec Michel Oriano-1re version-1997]. Hors-Série, p. 6-15.
- 2001 « The Voice of America : an Interview with Sim Copans, November 19, 1993 », Revue française d’Études américaines, [Entretien avec Hilary Kaiser], Hors-Série, p. 16-27.

### Quelques conférences
- « De la côte des esclaves à La Nouvelle Orléans ».
- « Le folklore, reflet de la musique américaine : musique indienne, les chansons créoles, les Negro Spirituals ».
- « La comédie musicale américaine ».
- « L’enseignement supérieur aux États-Unis ».
- « Les rapports franco-américains ».
- « L’héritage africain dans la musique afro-américaine ».

La plupart de ses écrits n’ont pas été publiés et sont conservés à la bibliothèque municipale de Souillac (Lot) dans le Fonds Sim Copans. 

## Émissions de radio
sur la Radio Diffusion Française
- 1947-1953 : Panorama du Jazz ; L’Amérique et sa musique ; Negro Spirituals.
- 1950 : Duke Ellington au Carnegie Hall.
- 1951 : La Maison blanche ; De Paris-France à Paris-USA ; New York.
- 1952 : L'Amitié franco-américaine.

sur Paris Inter
- 1954 : Regard sur la musique américaine ; Fleuve profond ; Le Jazz en liberté.
- 1959 : Nouveaux disques aux États-Unis qui réunit, Regard sur la musique américaine et Le Jazz en liberté.

En modulation de fréquence
- 1955 : Musique pour les spectacles aux États-Unis.
- 1955-1956 : À travers la comédie musicale américaine.
- 1956-1957 : L’Actualité du disque aux États-Unis.
- 1959 : Aux Portes de la nuit.
- 1954-1956 : émissions sur Radio Lausanne.
- 1956-1959 : émissions sur Free Radio Europe, Jazz from Paris.
  - BBC Just Jazz.
- 1959-1960 : Radio américaine Spotlight on Paris.
  - Radio Monte-Carlo, Boulevard des mélodies.

### Sources
Les documents sources se trouvent conservés pour la plupart dans le Fonds Sim Copans, à la bibliothèque municipale de Souillac (France – Lot) ; ils proviennent également des archives de la famille Copans et de celles du festival de jazz de Souillac.

#### Ouvrages
- Ludovic Tournès, New Orleans sur Seine. Histoire du jazz en France, Paris, Fayard, 1999, p. 133, 164-166, 181, 200, 205, 214, 219, 337.
- « Play it again, Sim... Hommages à Sim Copans » (sous la direction de Bernard Vincent), Revue française d’Études américaines, Hors-Série [2 entretiens, 6 articles et l’ensemble des discours prononcés lors de la cérémonie de son enterrement le 6 mai 2000] avec un CD, 2001.
- Jean Jamin, Patrick Williams, Une anthropologie du jazz, Paris, CNRS Éditions, 2010, p. 248-249).
- Celeste Day Moore « La passerelle. Simon Copans and the Translation of African-American Culture in Postwar France», Colloque Histoire du jazz en France, Dijon, CNRS-Université de Bourgogne, mars 2011.
- Celeste Day Moore, « Sim Copans et l’Afrique », Conférence donnée à Souillac lors du 36e festival de jazz en juillet (Archives du Festival de jazz), 2011, 13 p.
- Centenaire Sim Copans. Brochure de l’exposition-juillet 2012, Festival de jazz Sim Copans de Souillac-Ville de Souillac-Bibliothèque municipale [G. Bouyjou, M.-F. Govin, E. Meltzer et C. Murray], janvier 2013, 29 p.
- Nicolas Beniès, Le souffle de la liberté - 1944 le jazz débarque, C&F éditions, 2014, p. 33-44, un CD avec la voix de Sim Copans enregistrée en 1994 : Sim Copans débarque avec son camion, 3 min 49 s et Sim Copans raconte la suite de ses aventures radiophoniques, 2 min 05 s. ([Lire en ligne])

#### Articles
- Roger Luccioni, « A drink and discussion with Sim Copans », Jazz 1 no 4, juin 1959
- Daniel Behrman, « Doctor Copans and Monsieur Jazz », Réalités, 1965.
- Philippe Koechlin, « Sim le sage », Jazz Hot, mars 1965
- Michel Camiade, « Le speaker débarque en jazz », Dire-Lot no 42, octobre-novembre, 1993
- La Jazzette 8 (quotidien du festival de jazz de Souillac), 2000
- Jean-Jacques Ledos, « Simon Copans (1912-2000) » Cahiers d'Histoire de la Radiodiffusion 75, janvier/mars 2003, p. 132-134.
- Michel Laplace, « Sim Copans, une voix de l'Amérique (1912-2000) », Jazz Hot, mars 2012.

### Filmographie sur Sim Copans
- 2000 [sur les origines de la famille Copans] : Racines, Richard Copans, Les Films d’ici, 95 min.
- 2014 [sur le couple Sim et Lucienne Copans] : Un amour, Richard Copans, Les Films d’ici, 90 min.